# لوغانة متشابكة
لوغانة متشابكة (الاسم العلمي:Logania imbricata) هي نوع من النباتات تتبع جنس اللوغانة من الفصيلة اللوغانية.